# 임효주
임효주는 대한민국 KBS 소속의 프로듀서

## 학력
- 이화여자대학교 영어영문학과
- 이화여자대학교 국제대학원

## 경력
- 2011년 : KBS 38기 공채 기자
- 2013년 : KBS 교양 문화국 프로듀서

## 방송
- 2014년 : KBS2 《굿모닝 대한민국》
- 2014년 : KBS1 《시청자칼럼 우리사는 세상》
- 2015년 : KBS1 《글로벌 정보쇼 세계인》
- 2016년 : KBS1 《명견만리》
- 2022년 : KBS1 《6시 내고향》

## 수상 경력
- 2010년 친환경문화 홍보대사 선발대회 에어상